# Estafilito

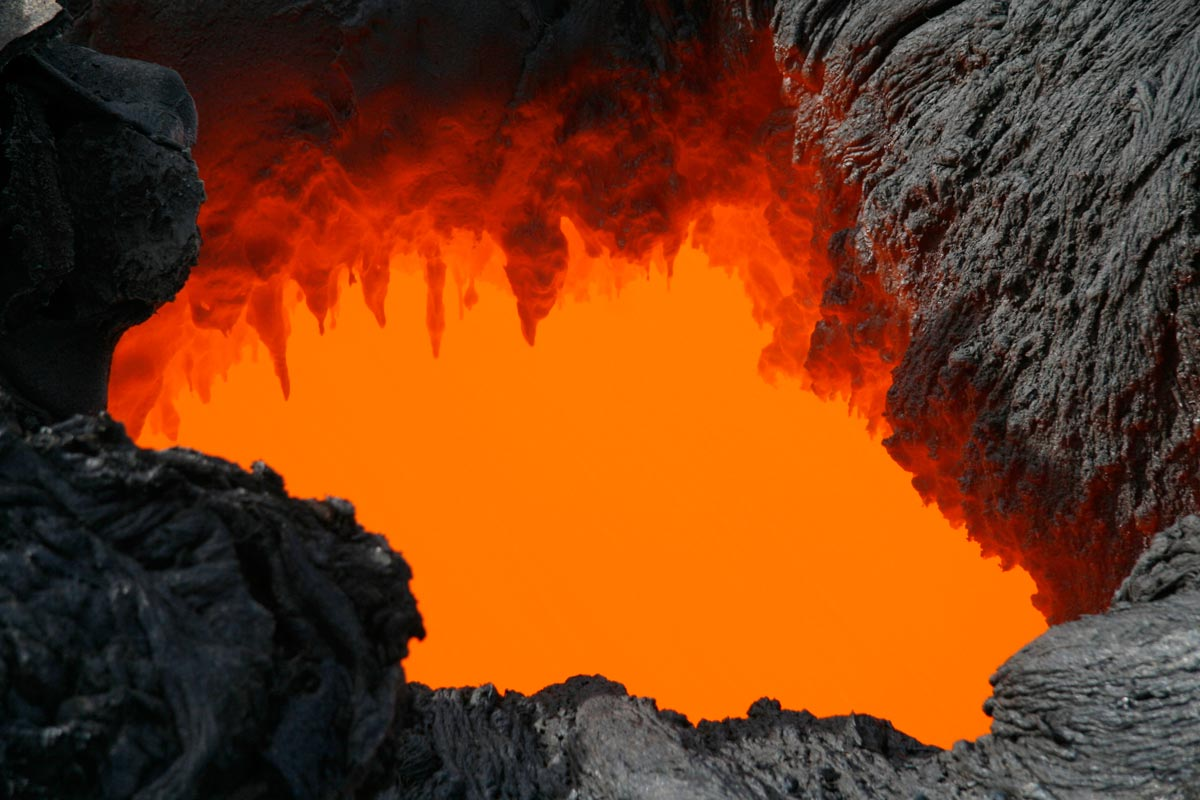
Tubo volcánico en formación, donde se observan estalactitas de lava todavía incandescentes.

En espeleología volcánica, particularmente en las islas Canarias, se denomina estafilito, o estalactita de lava al espeleotema primario formado por la lava residual de una cavidad volcánica (generalmente un tubo volcánico) al gotear del techo en estado plástico durante el cese de la actividad reogenética que da origen a la cavidad. La lava que gotea puede provenir de la fusión de la bóveda o de salpicaduras del flujo lávico que forma la cueva.
Son formaciones primarias, ya que se generan mientras la lava está activa en el tubo.
En realidad el término «estafilito» ha sido utilizado incorrectamente casi desde su creación por parte de Telesforo Bravo en 1954. Etimológicamente, la palabra estafilito significa «racimo de piedra» y se refiere a las estalagmitas de refusión formadas por el goteo de las estalactitas de lava. Sin embargo, casi todos los espeleólogos denominan «estafilitos» a las estalactitas de lava, que son mucho más abundantes que las estalagmitas.

## Morfología de los estafilitos
Estafilito es en realidad un término genérico que engloba varios tipos diferentes de estalactitas que se encuentran en los tubos de lava, que difieren en su morfología.
La apariencia y tamaño de estos espeleotemas primarios varía mucho dependiendo de las condiciones durante su formación (viscosidad de la lava, refusiones, reflujos, reacciones hidrógeno-oxígeno...), pero generalmente se pueden distinguir una serie de formas comunes a la mayoría de tubos volcánicos:
- Cónicos.
- Estriados o de «manga de pastelero».
- Laminares.
- De acreción.
- Churretes, o estafilitos tubulares de refusión.
- Helictitas de lava, un tipo peculiar de churrete que no se forma según una caída vertical.

## Galería

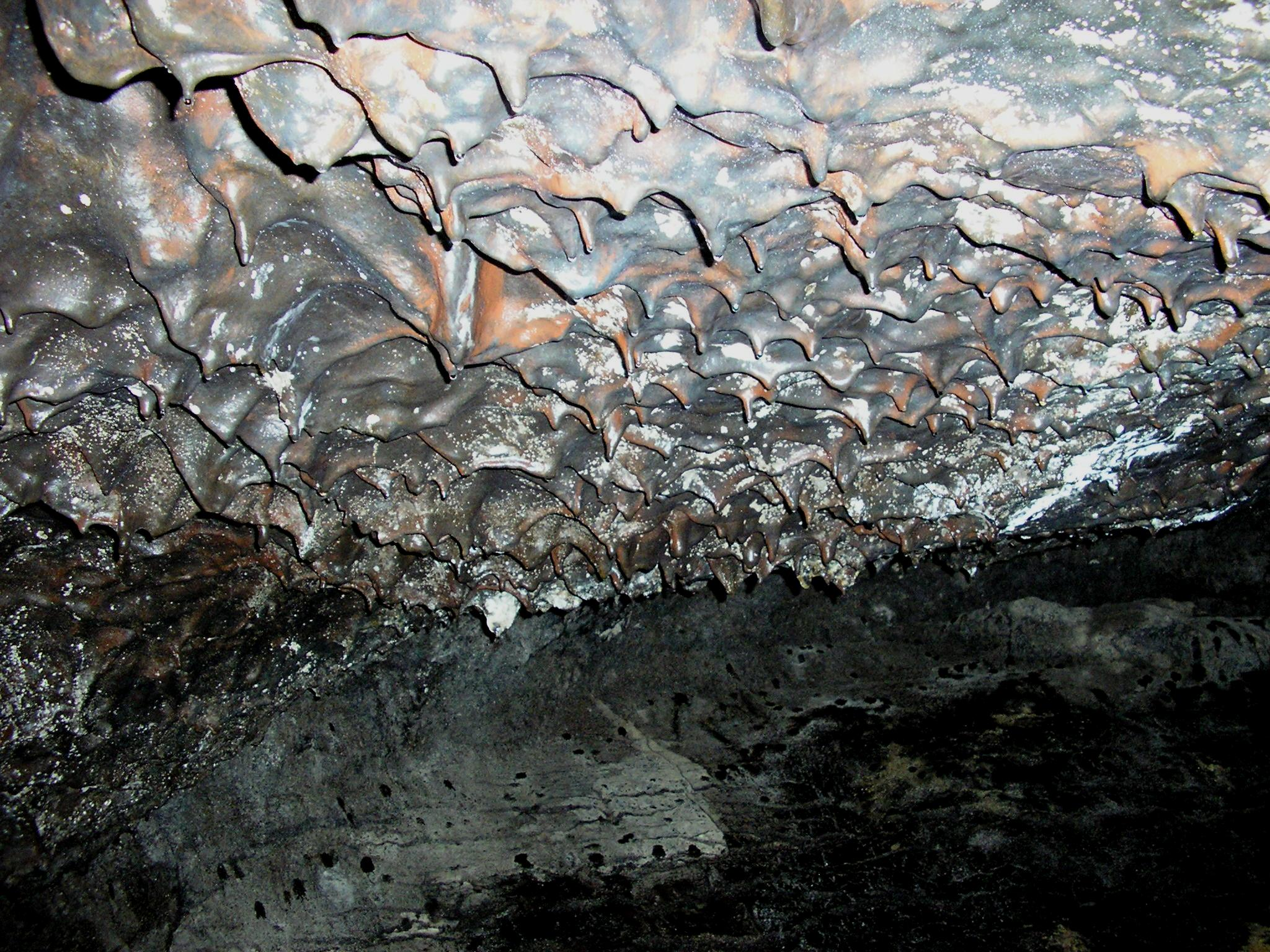
Pequeños estafilitos cónicos en el techo de un tubo ya consolidado.
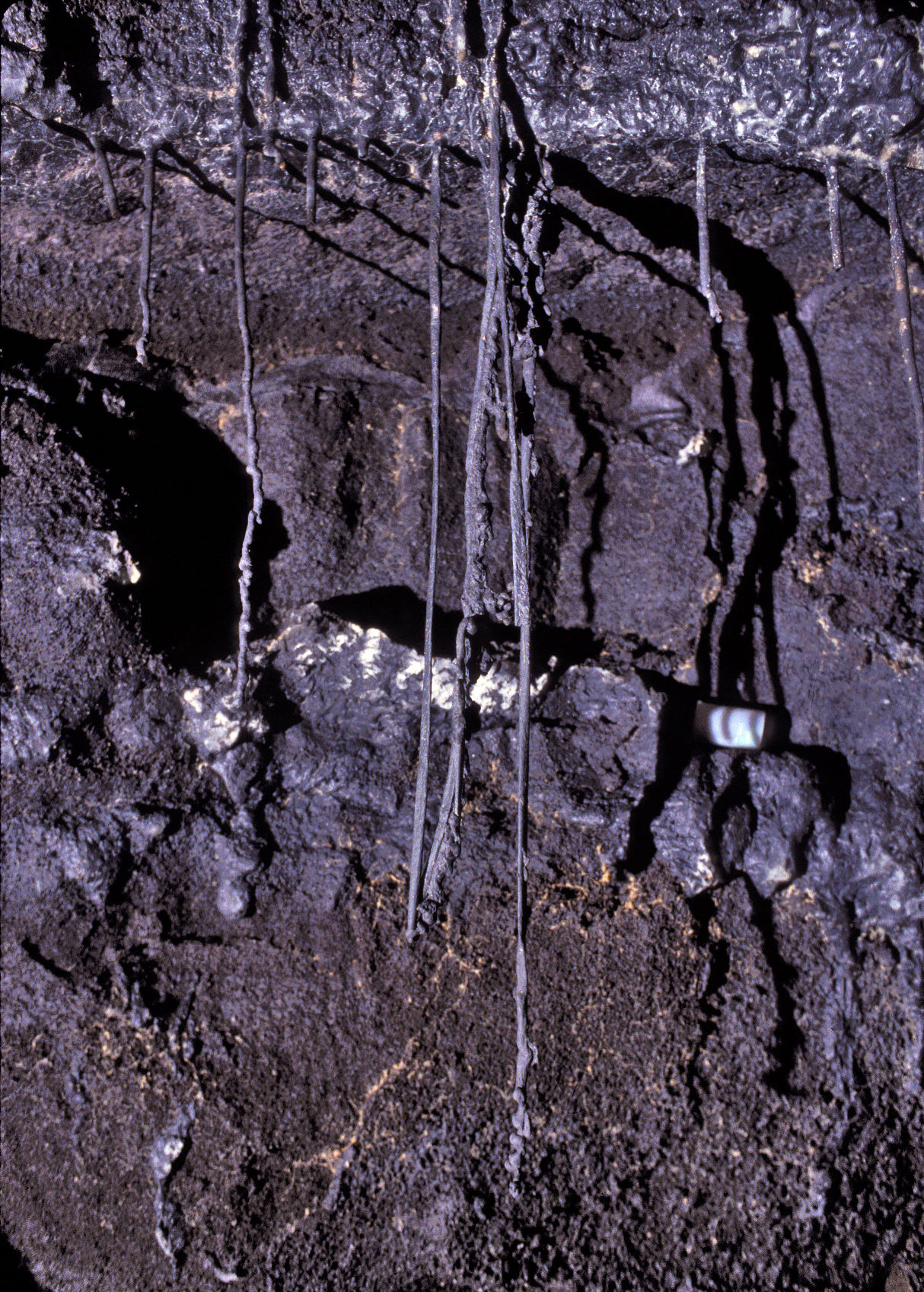
Churretes o estafilitos tubulares de refusión.
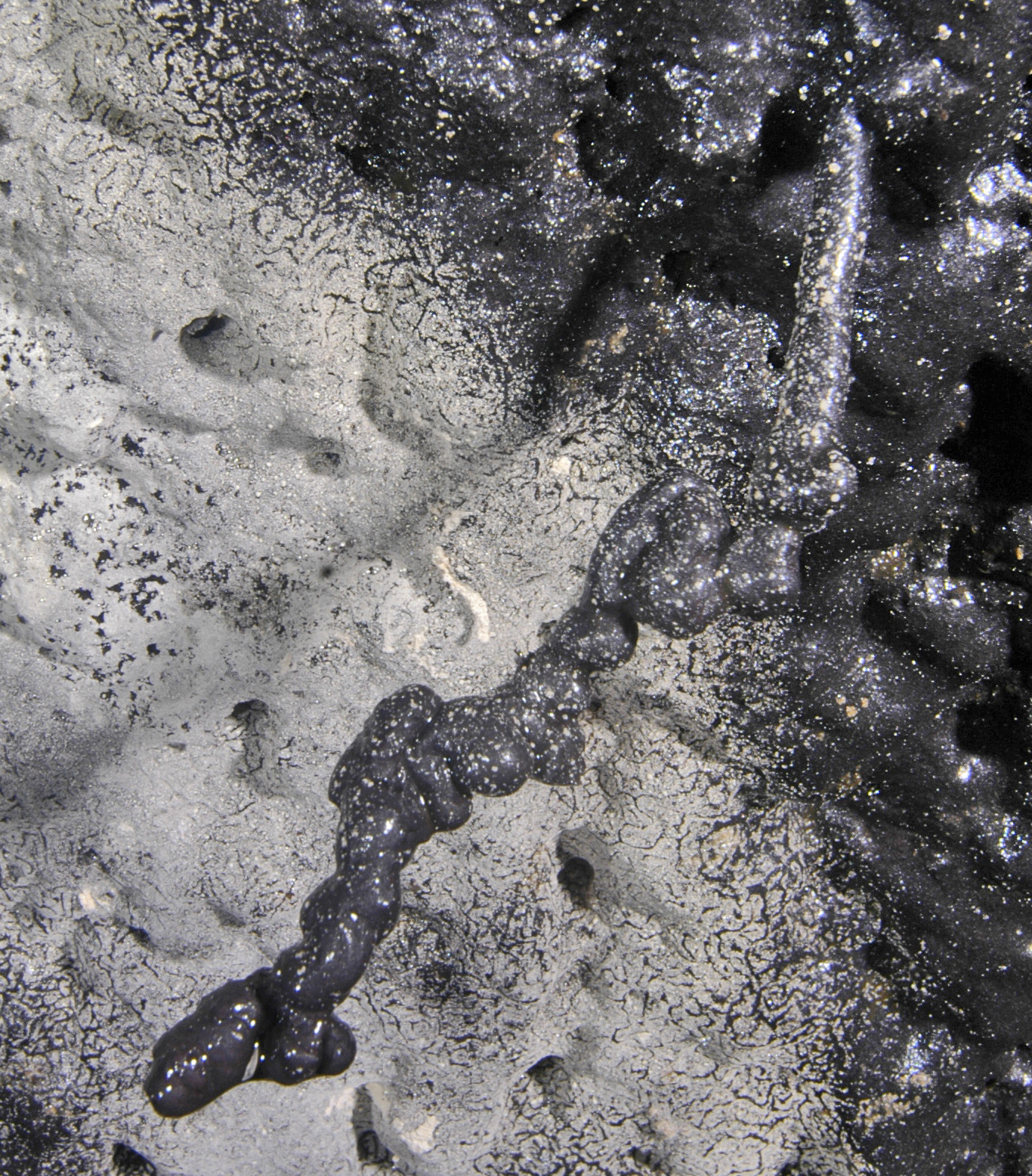
Helictita de lava.
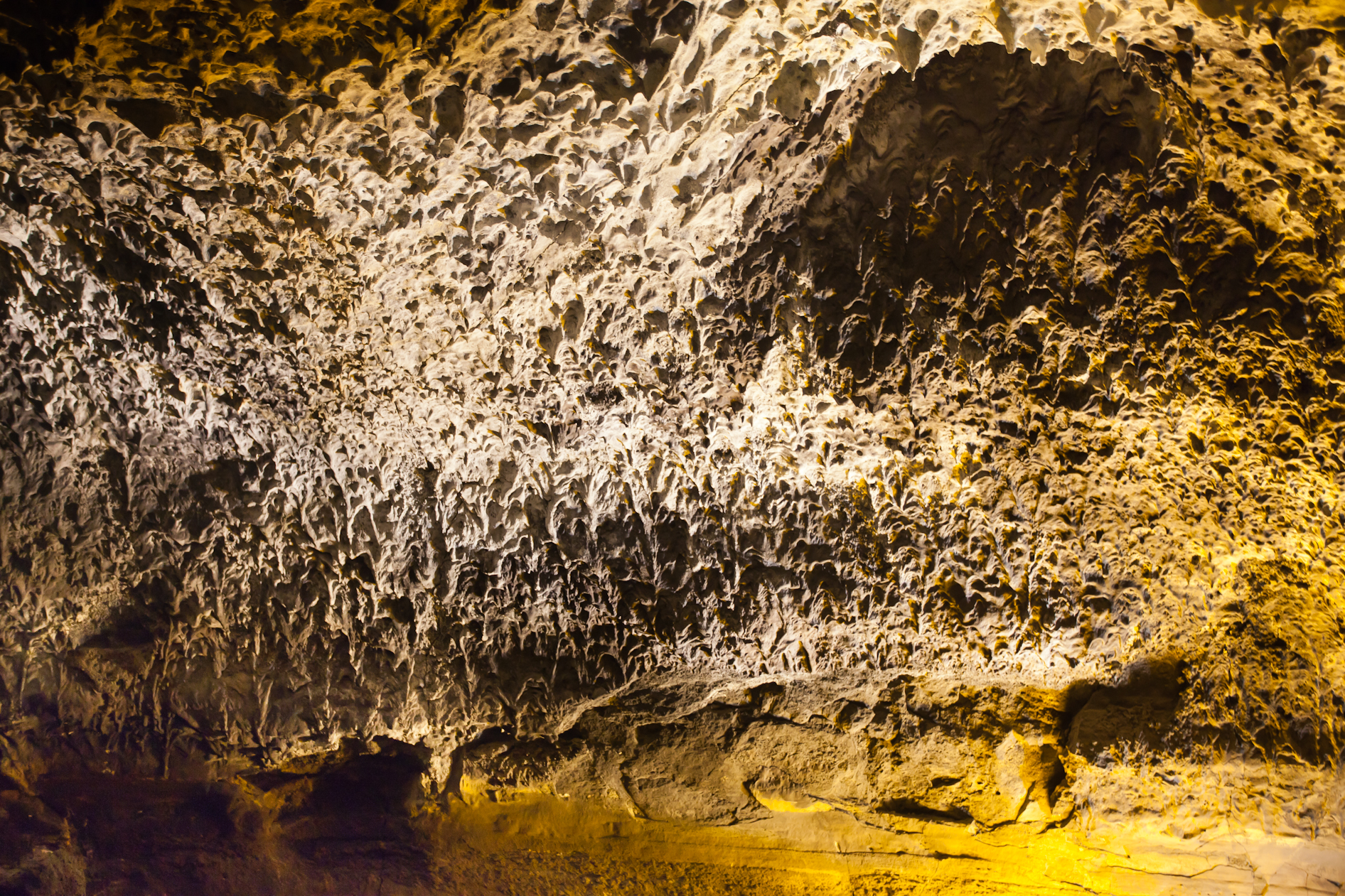
Cueva de los Verdes, Lanzarote